# Frida Wallberg
Frida Linnéa Wallberg, född 28 april 1983 i Åtvidaberg, Östergötlands län, är en före detta svensk proffsboxare.

## Karriär
Wallberg är Sveriges genom tiderna mest framgångsrika kvinnliga boxare. Som amatör vann hon 48 av 53 matcher innan hon blev proffs år 2004. Hon har vunnit Nordiska mästerskapen två gånger och Svenska mästerskapen sex gånger och har varit världsmästare i lättvikt hos WIBF.

### WBC
27 november 2010 besegrade Wallberg den kanadensiska boxaren Olivia "Rovdjuret" Gerula, vilket innebar att hon övertog det åtråvärda WBC-bältet. Senare besegrades Gerula ännu en gång i en returmatch om WBC-bältet den 3 september 2011. 27 april 2012 försvarade Wallberg WBC-bältet återigen, denna gång i en match mot Amanda Serrano i Cloetta Center i Linköping.

### Knockout och långtidsskada
14 juni 2013 förlorade Wallberg en boxningsmatch på knockout mot den australiensiska boxaren Diana Prazak på Golden Ring-galan i Stockholm. Wallberg blev sedan liggande i svåra smärtor och fördes till Karolinska Universitetssjukhuset där hon under den efterföljande natten opererades akut för hjärnblödning. I en intervju med henne drygt en månad senare framgick det att hon haft svårigheter att gå samt att hon genomgått rehabilitering för bland annat sitt minne och sin läs- och skrivförmåga. Några definitiva besked om hennes karriär gavs inte, bortsett från att hon skulle ta en dag i taget med målet att bli den person hon var innan skadan inträffade. Den 15 januari 2020 var Wallberg med i säsongsavsnittet av Sofias änglar på Kanal 5 där hon fick hjälp med att göra ett fritidsboende i närheten av hennes barndomshem i Åtvidaberg till ett permanent boende som hon och hennes familj kunde flytta till efter att ha bott i en lägenhet i Halmstad. Anledningen till detta var att Wallberg då skulle ha nära till sina föräldrar så att hon lättare kunde få hjälp då hennes tillstånd hade förvärrats under sommaren.

### Självbiografi
Hösten 2016 utkom Wallbergs självbiografi, Alltid lite till – om att slåss för sitt liv. Boken skildrar hennes uppväxt, boxningskarriär och om resan till ett normalt liv efter hjärnskadan. Boken skrevs tillsammans med sportjournalisten Malin Jonson.